# 비포 더 레인
《비포 더 레인》(Pred Dozhdot, Before The Rain)은 프랑스에서 제작된 밀초 만체프스키 감독의 1994년 멜로/로맨스, 드라마 영화이다. 카트린 카틀리지 등이 주연으로 출연하였고 주디 카우니핸 등이 제작에 참여하였다.
이 영화는 아카데미상의 외국어 부문에 지명되었으며 제51회 베네치아 국제영화제에서 황금사자상을 받았다.

## 출연

### 주연
- 카트린 카틀리지
- 라드 세르베드지야
- 그레고리 콜린
- 라비나 미테브스카

### 조연
- 필리다 로우
- 피터 니드햄
- 로드 우드러프
- 메토 요바노프스키

## 기타
- 공동제작: 프레데릭 뒤마-자이델라
- 배역: 리오라 레익